# 荷普金頓 (愛荷華州)
荷普金頓（英語：Hopkinton）是一個位於美國愛荷華州特拉華縣的城市。

## 地理
荷普金頓的座標為42°20′38″N 91°14′55″W / 42.34389°N 91.24861°W，而該地的平均海拔高度為260米（即860英尺）。

## 人口
根據2010年美國人口普查的數據，荷普金頓的面積為1.61平方千米，當中陸地面積為1.61平方千米，而水域面積為0.00平方千米。當地共有人口628人，而人口密度為每平方千米390人。